# Kanał Doniec-Donbas
Kanał Doniec-Donbas (ukr. Канал Сіверський Донець — Донбас; ros. Канал Северский Донец — Донбасс) – kanał wodny, mający za zadanie dostarczanie wody z Dońca do Donbasu.
Kanał budowano w latach 1954–1958. W 1979 r. został przebudowany i poszerzony. W celu zabezpieczenia od wahań poziomu wody, w 1957 r. zbudowano na rzece Oskoł Zbiornik Czerwonooskilski. Później w celu zabezpieczenia w razie awarii, zbudowano jeszcze 5 zbiorników: Karliwski, Wołyncewski, Artemiwski, Horliwski i Wierchniokalmiuski.
Wskutek dużej różnicy poziomów (około 200 m) ruch wody wymuszają 4 stacje pomp.